# Christian Schlecht
Christian Gottlob Schlecht (* 26. Juni 1858 in Oberreichenbach; † 26. Januar 1926 in Cannstatt) war ein württembergischer Oberamtmann.

## Leben
Schlecht, Sohn eines Schulmeisters und evangelischer Konfession, studierte von 1877 bis 1880 Regiminalwissenschaft in Tübingen.
Er war vor 1902 Regierungsassessor bei der Zentralstelle für Gewerbe und Handel. Von 1902 bis 1919 leitete er als Oberamtmann das Oberamt Böblingen. 1912 wurde er Regierungsrat. 1919 trat er in den Ruhestand.

## Ehrungen
- Karl-Olga-Medaille